# Thomas Brockmann
Thomas Brockmann (* 28. April 1960 in Münster) ist ein deutscher Historiker und Kirchenhistoriker. Brockmann ist Leiter des Dom- und Diözesanarchivs in Mainz.

## Leben
Brockmann studierte ab 1980 Geschichte, Katholische Theologie und Philosophie an der Rheinischen Friedrich-Wilhelms-Universität Bonn und am Christ Church der University of Oxford, das er 1987 mit dem Magister Artium an der Bonner Universität beenden konnte. 1994 wurde er an der Universität Bonn mit einer Dissertation über die Konzilsfrage in den Flug- und Streitschriften während der Reformation promoviert. Seine Arbeit wurde 1998 mit dem Titel Die Konzilsfrage in den Flug- und Streitschriften des deutschen Sprachraumes. 1518–1563 als 57. Band der monografischen Schriftenreihe der Historischen Kommission bei der Bayerischen Akademie der Wissenschaften bei Vandenhoeck & Ruprecht veröffentlicht.
Von 1998 bis 2003 arbeitete Brockmann als wissenschaftlicher Mitarbeiter bei der Vereinigung zur Erforschung der Neueren Geschichte in Bonn und an der Universität Bayreuth sowie von 2003 bis 2010 als wissenschaftlicher Assistent, seit 2008 als Akademischer Oberrat, am Lehrstuhl für Geschichte der Frühen Neuzeit der Bayreuther Universität. 2004 erhielt er den Karl-Arnold-Preis der Nordrhein-Westfälischen Akademie der Wissenschaften und der Künste. 2006 habilitierte sich Brockmann an der Universität Bayreuth mit einer Habilitationsschrift über die Politik und Ordnungsvorstellungen Ferdinands II. im Dreißigjährigen Krieg. Das Werk erschien 2011 mit dem Titel Dynastie, Kaiseramt und Konfession. Politik und Ordnungsvorstellungen Ferdinands II. im Dreißigjährigen Krieg als 25. Band der Reihe Quellen und Forschungen aus dem Gebiete der Geschichte im Schöningh Verlag. 2006 wurde er mit dem Preis für gute Lehre des Freistaates Bayern ausgezeichnet.
Ab 2010 war er wissenschaftlicher Mitarbeiter an der Katholisch-Theologischen Fakultät der Westfälischen Wilhelms-Universität Münster im Rahmen des Projektes Römische Inquisition und Indexkongregation der Deutschen Forschungsgemeinschaft. 2015 übernahm er für zwei Jahre das Lektorat und die Programmplanung Philosophie und Theologie bei der Wissenschaftlichen Buchgesellschaft. Im Oktober 2017 wurde er Akademischer Oberrat am Lehrstuhl für Mittlere und Neuere Kirchengeschichte der Universität Münster, 2019 erhielt er das Theologische Lizentiat an der Johannes-Gutenberg-Universität Mainz.
Auf der Jahrestagung der Gesellschaft für mittelrheinische Kirchengeschichte im April 2025 in Trier wurde Thomas Brockmann zum neuen Präsidenten der Gesellschaft gewählt, der er zuvor bereits als Verwaltungsratsmitglied angehört hatte. Er ist Autor und Herausgeber zahlreicher Fachveröffentlichungen sowie Mitautor des Lexikons für Theologie und Kirche und der Enzyklopädie der Neuzeit.

## Veröffentlichungen (Auswahl)
- Die Konzilsfrage in den Flug- und Streitschriften des deutschen Sprachraumes. 1518–1563. (Dissertationsschrift), Vandenhoeck & Ruprecht, Bonn 1998, ISBN 978-3-525-36050-7.
- Religion und Politik in Deutschland und Großbritannien. Religion and politics in Britain and Germany. als Mitherausgeber, Saur, München 2001, ISBN 978-3-598-21419-6.
- Die Weltausstellung von 1851 und ihre Folgen. The Great Exhibition and its legacy. als Mitherausgeber, Saur, München 2002, ISBN 978-3-598-21420-2.
- Dynastie, Kaiseramt und Konfession. Politik und Ordnungsvorstellungen Ferdinands II. im Dreißigjährigen Krieg. (Habilitationsschrift), Schöningh, Paderborn / München / Wien / Zürich 2011, ISBN 978-3-506-76727-1.
- Das Konfessionalisierungsparadigma. Leistungen, Probleme, Grenzen. als Mitherausgeber, Aschendorff, Münster 2013, ISBN 978-3-402-12923-4.